# Istituto di previdenza e assistenza per i dipendenti di Roma Capitale
L'Istituto di previdenza e assistenza per i dipendenti di Roma Capitale, meglio noto attraverso l'acronimo IPA, è un ente previdenziale italiano incaricato di svolgere attività previdenziali, assistenziali e creditizie nei confronti dei dipendenti di Roma Capitale e di altri enti o aziende convenzionati oltre che dei familiari a loro carico.
Al 30 aprile 2019 l'istituto contava 26 276 iscritti.

## Storia
Nacque come Istituto di previdenza e di assistenza fra i dipendenti del governatorato di Roma su iniziativa del governatore Giangiacomo Borghese con delibera n° 1784 del 21 maggio 1940. Sin dalla sua fondazione l'istituto si presenta come un'istituzione autonoma sebbene il governatorato, e successivamente il comune, rimasero responsabili dell'approvazione dei bilanci e della nomina dei vertici. L'ente ha continuato le sue attività anche nei confronti dei dipendenti del comune di Fiumicino in qualità di ex dipendenti del comune di Roma.
Nel 2012 il sindaco Gianni Alemanno ne ha disposto un primo commissariamento con la nomina a commissario straordinario di Giancarlo Fontanelli; il commissariamento si è concluso nel 2013 con la redazione di un nuovo statuto.
Nel 2016 il tribunale amministrativo regionale del Lazio e successivamente la Corte suprema di cassazione sono intervenuti con due sentenze in merito alla natura giuridica dell'ente definendolo "una peculiare articolazione organizzativa della stessa amministrazione capitolina, sia pure atipica e priva di personalità giuridica di diritto pubblico,... le cui prestazioni non sono qualificabili come servizi pubblici o di interesse collettivo, ma la cui finalità, tuttavia, non è neppure meramente mutualistica e privatistica...". In seguito alle conclusioni tratte dalle due sentenze la sindaca di Roma Virginia Raggi ha disposto nuovamente il commissariato dell'ente nel 2017 dando mandato al commissario straordinario, riconosciuto nella persona del professore Fabio Serini, di individuare la figura giuridica più idonea agli scopi dell'ente. Nel 2021 con ordinanza del 5 ottobre è stata disposta la fine del periodo commissariale e la nomina di un nuovo consiglio di amministrazione di soli tre membri. Tuttavia, dopo l'elezione a sindaco di Roberto Gualtieri, rilevando che lo statuto transitorio del 2021 non era stato approvato dagli organi deliberativi competenti, ha ridisposto il commissariamento fino al 30 giugno 2022, nominando come commissario Fabio Borgognoni.

## Attività
Svolge tre tipi di attività:
- previdenziale, concernente l'erogazione di contributi ed indennità da corrispondere alla cessazione del rapporto di lavoro;
- assistenziale, che a sua volta si suddivide in: sanitaria, con servizi di medicina preventiva ed assistenza odontoiatrica; sussidiaria, con compartecipazione alle spese dell'iscritto attraverso l'erogazione di contributi ed assegni come sussidi allo studio, di solidarietà in caso di decesso e di lutto/mese del funere; culturale/ricreativa, attraverso il finanziamento di iniziative collegate allo studio ed alla crescita personale come borse di studio, soggiorni benessere, soggiorni studio e turismo;
- creditizia, che garantisce due tipologie di finanziamento con l'applicazione di un tasso agevolato ossia i prestiti fiduciari e i buoni contanti.

Queste attività sono indirizzate agli iscritti, che comprendono i dipendenti di Roma Capitale, oltre che di altri enti convenzionati, e i familiari a loro carico. Gli enti convenzionati oltre a Roma Capitale sono: Agenzia Capitolina per le Tossicodipendenze, AMA e le relative controllate AMA Soluzioni Integrate ed AMA Fleet Maintenance, Aequa Roma, Azienda Speciale Palaexpo, Biblioteche di Roma, Comune di Fiumicino, Fiumicino Tributi, Fondazione Bioparco di Roma, Fondazione Teatro di Roma e Zetema Progetto Cultura.

## Organizzazione
L'istituto è sottoposto ad un regime di commissariamento straordinario e pertanto le funzioni di indirizzo amministrativo sono svolte da un commissario in sostituzione del consiglio di amministrazione, Fabio Borgognoni, e di un sub-commissario, Valentino Antonetti. Ad essi si affianca il collegio dei revisori dei conti, formato da tre membri, di cui il presidente, Sergio Beretta, nominato dal sindaco di Roma e i rimanenti due membri dal CdA, appartenenti al Registro dei revisori legali.